# Гоголь (рід птахів)
Гоголь (Bucephala) — рід гусеподібних птахів родини качкових (Anatidae). Включає три види. Поширений у північній півкулі.

## Класифікація
- Гоголь зеленоголовий (Bucephala clangula)
- Гоголь ісландський (Bucephala islandica)
- Гоголь малий (Bucephala albeola)